# دریاچه اکوکا
دریاچه اکوکا (به اسپانیایی: Lake Acucocha) یک دریاچه در پرو است که در Pasco Region, Pasco Province واقع شده‌است.